# Phare d'Old Field Point
Le phare d'Old Field Point (en anglais : Old Field Point Light), est un phare situé dans le village d'Old Field sur la côte nord de Long Island entre Port Jefferson et Stony Brook, dans le comté de Suffolk (Grand New York-État de New York).

## Histoire
Sa structure est de la même conception que celle du phare de Sheffield Island, du phare de Morgan Point, du phare de Great Captain Island et du phare nord de Block Island dans le Connecticut. Le phare avait été désactivé de 1933 à 1991 et sa lumière avait été transféré sur une tourelle à claire-voie. En 1991, sa lentille de Fresnel de quatrième ordre a été remplacée par une balise moderne et automatisée.
La maison de gardien a été conservée et sert désormais de salle de réunion du village et de logement de l'agent de police.

## Description
Le phare  est une tour octogonale en bois, avec galerie et lanterne de 11 m de haut, montée sur une maison de gardien en granit de deux étages. La tour et la lanterne sont peintes en noir, la maison est en granit brun-gris.
Son feu alternatif émet, à une hauteur focale de 23 m, un lumière rouge et verte, chacune de 12 secondes par période de 24 secondes. Sa portée est de 14 milles nautiques (environ 26 km).

## Caractéristiques dufeu maritime
Fréquence :  24 secondes (R-G)
- Rouge : 12 secondes
- Vert : 12 secondes

Identifiant : ARLHS : USA-563 ; USCG : 1-21275 - Admiralty : J0826 . 

### Lien connexe
- Liste des phares de l'État de New York